# Mónica Sans
Mónica Sans es una antropóloga, profesora e investigadora uruguaya.

## Biografía
Sans es licenciada en Ciencias Antropológicas por la Facultad de Humanidades y Ciencias de la Educación (FHCE) de la Universidad de la República. Además realizó una maestría y un doctorado en Ciencias Biológicas por el Programa de Desarrollo de las Ciencias Básicas (Pedeciba).
En 2019 obtuvo el Premio L'Oréal UNESCO para las Mujeres en Ciencia por el proyecto “Filogeografía de cromosomas Y para la comprensión del origen y relaciones de los indígenas del Uruguay y sus descendientes”. La entrega del premio se realizó en el Edificio Mercosur.